# Knieżyca

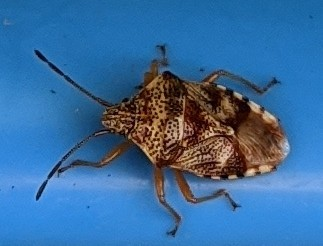
Elasmucha lateralis

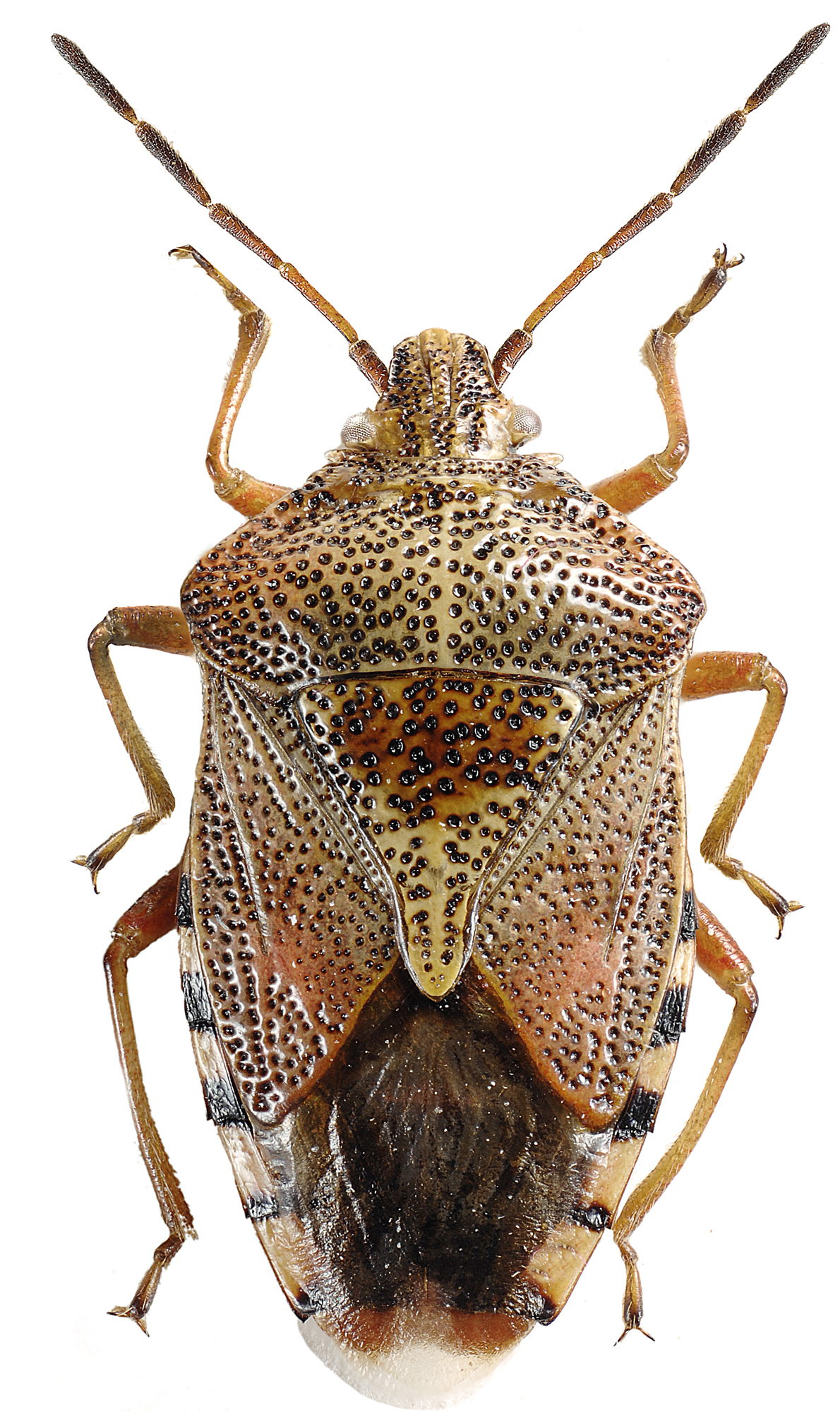
Knieżyca brzozówka

Knieżyca (Elasmucha) – rodzaj pluskwiaków z podrzędu różnoskrzydłych i rodziny puklicowatych.

## Morfologia i zasięg
Pluskwiaki pokrojem przypominające ukrzeńce, jednak zwykle od nich mniejsze. Wierzch ciała gęsto pokrywają bezładnie rozmieszczone, ciemno podbarwione punkty. Środkiem śródpiersia biegnie blaszkowate żeberko. Ujścia gruczołów zapachowych na zapiersiu są krótsze i szersze niż u ukrzeńców, na wierzchołkach zaokrąglone. Odwłok ma listewkę brzeżną zazwyczaj dobrze od góry widoczną, ubarwioną w kontrastowe jasne i ciemne pasy. Kolcowaty wyrostek trzeciego segmentu odwłoka zwykle dochodzi do bioder środkowej pary.
Przedstawiciele rodzaju zamieszkują krainy: palearktyczną, orientalną i nearktyczną. Najliczniej knieżyce reprezentowane są w Palearktyce, gdzie występuje 37 gatunków. Trzy z nich znane są z Polski: knieżyca brzozówka, knieżyca porzeczkówka i knieżyca szara.

## Taksonomia
Takson ten wprowadzony został do literatury po raz pierwszy w 1828 roku przez Theodora Emila Schummela pod nazwą Tropidocoris, jednak bez wyznaczenia gatunku typowego stanowiła ona nomen nudum. W 1834 roku Carl Wilhelm Hahn wprowadził ten rodzaj pod nazwą Clinocoris, a w 1835 roku Schummel podał Tropidocoris jako jego starszy synonim. Nazwa Clinocoris okazała się jednak być młodszym homonimem nazwy wprowadzonej w 1829 roku przez Carla Fredrika Falléna, stąd za ważną uznaje się nazwę Elasmucha wprowadzoną w 1864 roku przez Carla Ståla. Synonimizacji Clinocoris z Elasmucha dokonał w 1876 roku Stål, natomiast w 1909 roku George Willis Kirkaldy wyznaczył gatunkiem typowym omawianego rodzaju Cimex ferrugatus, opisany w 1787 roku przez Johana Christiana Fabriciusa.
Do rodzaju tego należą:

- Elasmucha albicincta Distant, 1918
- Elasmucha amurensis Kerzhner, 1972
- Elasmucha angularis Hsiao & Liu, 1977
- Elasmucha aspera (Walker, 1867)
- Elasmucha bovilla Distant, 1900
- Elasmucha broussonetiae Li & Zheng, 2000
- Elasmucha choui Li & Zheng, 2000
- Elasmucha cordillera Thomas, 1991
- Elasmucha delicatula (Walker, 1867)
- Elasmucha dorsalis (Jakovlev, 1876)
- Elasmucha fasciator (Fabricius, 1803)
- Elasmucha fengkainica Chen, 1989
- Elasmucha ferrugata (Fabricius, 1787) – knieżyca porzeczkówka
- Elasmucha ferruginosa Stål, 1871
- Elasmucha fieberi (Jakovlev, 1865) – knieżyca brzozówka
- Elasmucha flammatum (Distant, 1893)
- Elasmucha fujianensis Liu, 1980
- Elasmucha glabra Hsiao & Liu, 1977
- Elasmucha grisea (Linnaeus, 1758) – knieżyca szara
- Elasmucha guangxiensis Liu, 1980
- Elasmucha hsiaoi Liu, 1989
- Elasmucha immunda (Walker, 1868)
- Elasmucha laeviventris Liu, 1979
- Elasmucha lateralis (Say, 1831)
- Elasmucha lewisi (Distant, 1900)
- Elasmucha lineata (Dallas, 1849)
- Elasmucha longirostris Stål, 1871
- Elasmucha minax (Breddin, 1903)
- Elasmucha minor Hsiao & Liu, 1977
- Elasmucha montandoni Distant, 1911
- Elasmucha necopinata Kirkaldy, 1909
- Elasmucha nilgirensis (Distant, 1900)
- Elasmucha nipponica (Esaki & Ishihara, 1950)
- Elasmucha peshawarensis Ahmad & Moizuddin, 1990
- Elasmucha pilosa Liu, 1989
- Elasmucha potanini Lindberg, 1939
- Elasmucha prominula (Reuter, 1881)
- Elasmucha punctata (Dallas, 1851)
- Elasmucha putoni Scott, 1874
- Elasmucha recurva (Dallas, 1851)
- Elasmucha rubra Liu, 1987
- Elasmucha rufescens (Jakovlev, 1890)
- Elasmucha salebrosa (Breddin, 1903)
- Elasmucha scutellata (Distant, 1887)
- Elasmucha signoreti Scott, 1874
- Elasmucha tauricornis Jensen-Haarup, 1931
- Elasmucha tauriformis Distant, 1911
- Elasmucha truncatula (Walker, 1867)
- Elasmucha xizangensis Li, 1981
- Elasmucha yangi Liu, 1989
- Elasmucha yunnana Liu, 1980